# Самоанское искусство

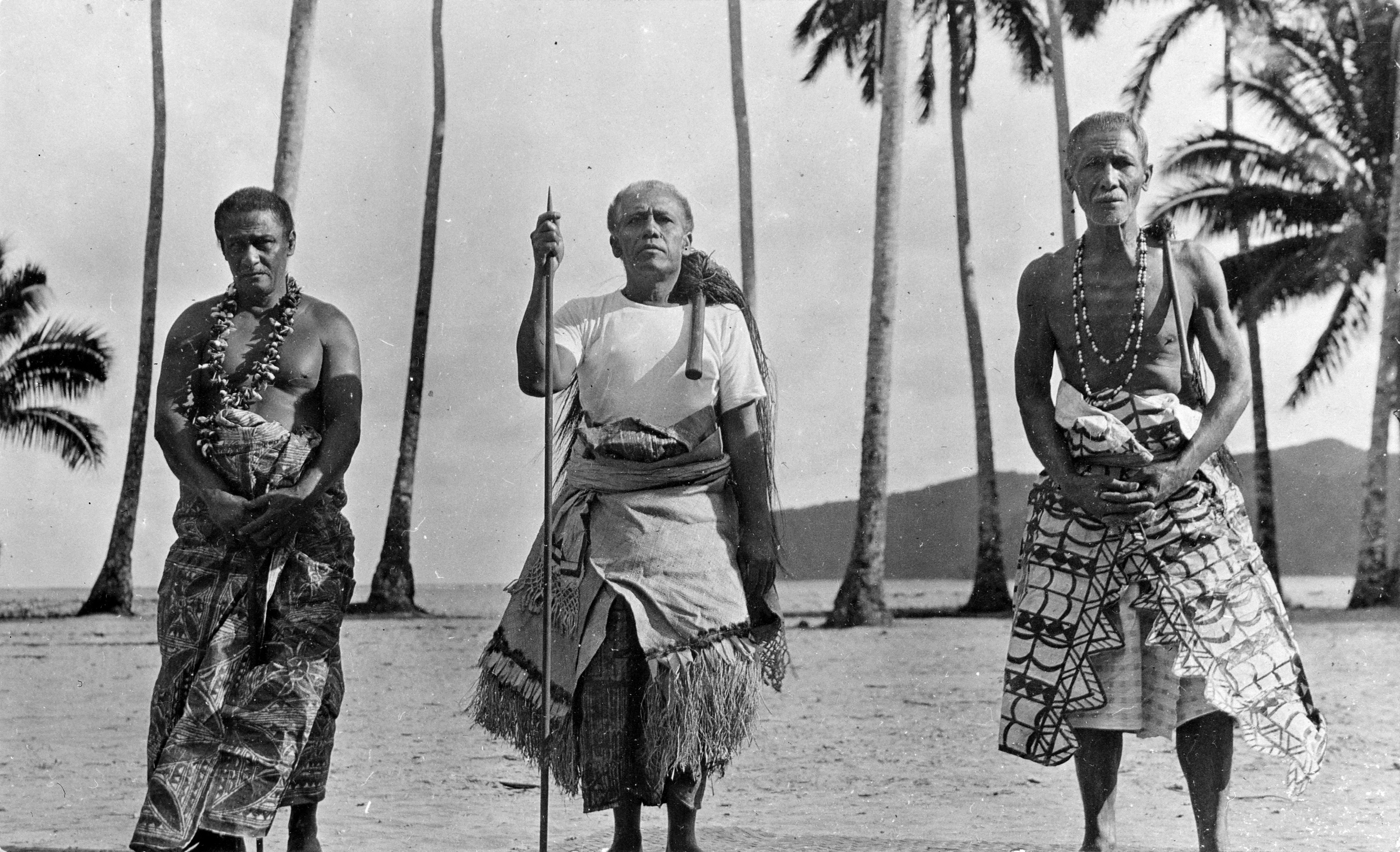
Три самоанских вождя: в центре одетый в ’иэ-тога, по краям — в тапу

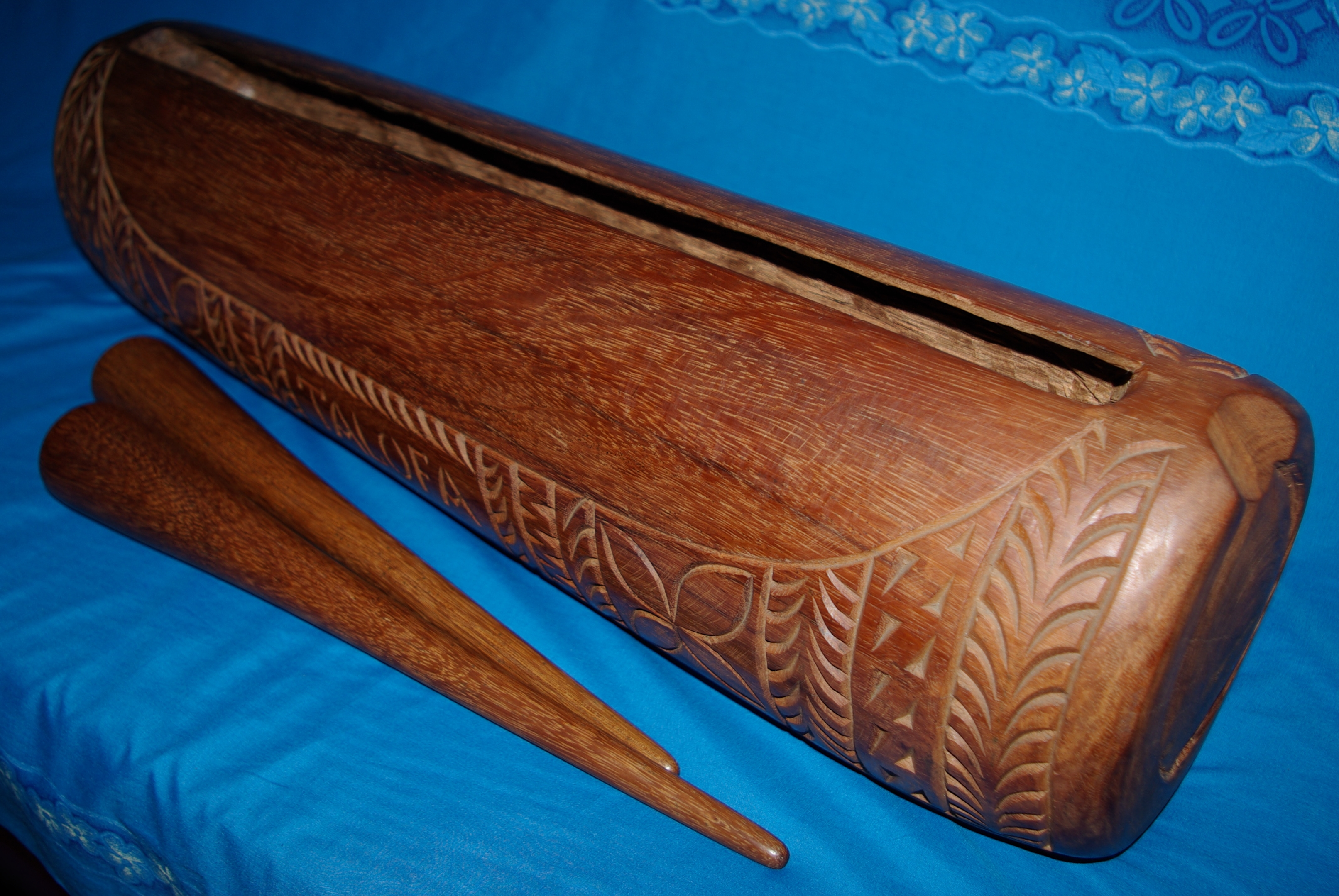
Щелевой барабан с Самоа

Искусство Самоа — часть культуры Самоанского архипелага, административно разделённого между независимым государством Самоа и территории Американское Самоа. Самоанское общество сильно стратифицировано, причём важную роль в установлении иерархии играет происхождение. Главным из искусств считается ораторское, однако по самоанским понятиям все предметы и сферы жизни обязаны отвечать особому эстетическому критерию уместности, подходящести: «ономеа» (самоан. onomea).
Традиционные архитектурные сооружения строят, соединяя деревянные столбы особым тугим плетением из койра, наиболее крупные сооружения, удлинённые и круглые дома — фале-афолау (самоан. fale afolau) и фале-теле (самоан. fale tele) — строят под руководством мастера из строительной гильдии. Обычные дома называются фале (самоан. fale), дома вождей — маота (самоан. maota), ораторов — лаоа (самоан. laoa). Самоанцы были умелыми мореходами и строили различные лодки и каноэ, которые украшали резьбой и раковинами.
Важной частью искусства Самоа является татуировка, покрывающая у женщин ноги от бёдер до колена (она называется малу), а у мужчин (пе’а) — всю спину, живот, таз и ноги до колена. Мужская татуировка покрывает кожу очень плотно и состоит из параллельных линий, треугольников, зигзагов и крестов, а также зон сплошного зачернения. Малу более ажурна, состоит из точек и линий, идущих прямо и диагонально. Узор наносят на кожу, ударяя колотушкой саусау (самоан. sausau) по гребнеобразному инструменту ’ау (самоан. ’au). Профессия татуировщика престижна, хорошо оплачивается.
Национальная одежда состоит из рогожи ’иэ-тога и тапы из бруссонетии бумажной, именуемой сиапо (самоан. siapo). После выделки сиапо окрашивают чёрной, красной и жёлтой красками из соков различных растений, в Новое время при этом стали использовать резные трафаретные доски. Также и мужчины и женщины на Самоа носят разновидность саронга — лавалава.
Орнаменты, которые покрывают каноэ и ’иэ-тога, используются также на оружии, рыболовных крючках, украшениях для волос и копьях. Геометрические фигуры в этих орнаментах изображают животных и растения: осьминогов, моллюсков, медуз, скатов, многоножек, фрукты и других. Два треугольника, к примеру, изображают летучую мышь. В целом, дизайн самоанских украшений аскетичен; примером могут служить сосуды для церемонии употребления напитка ’ава из перца опьяняющего.

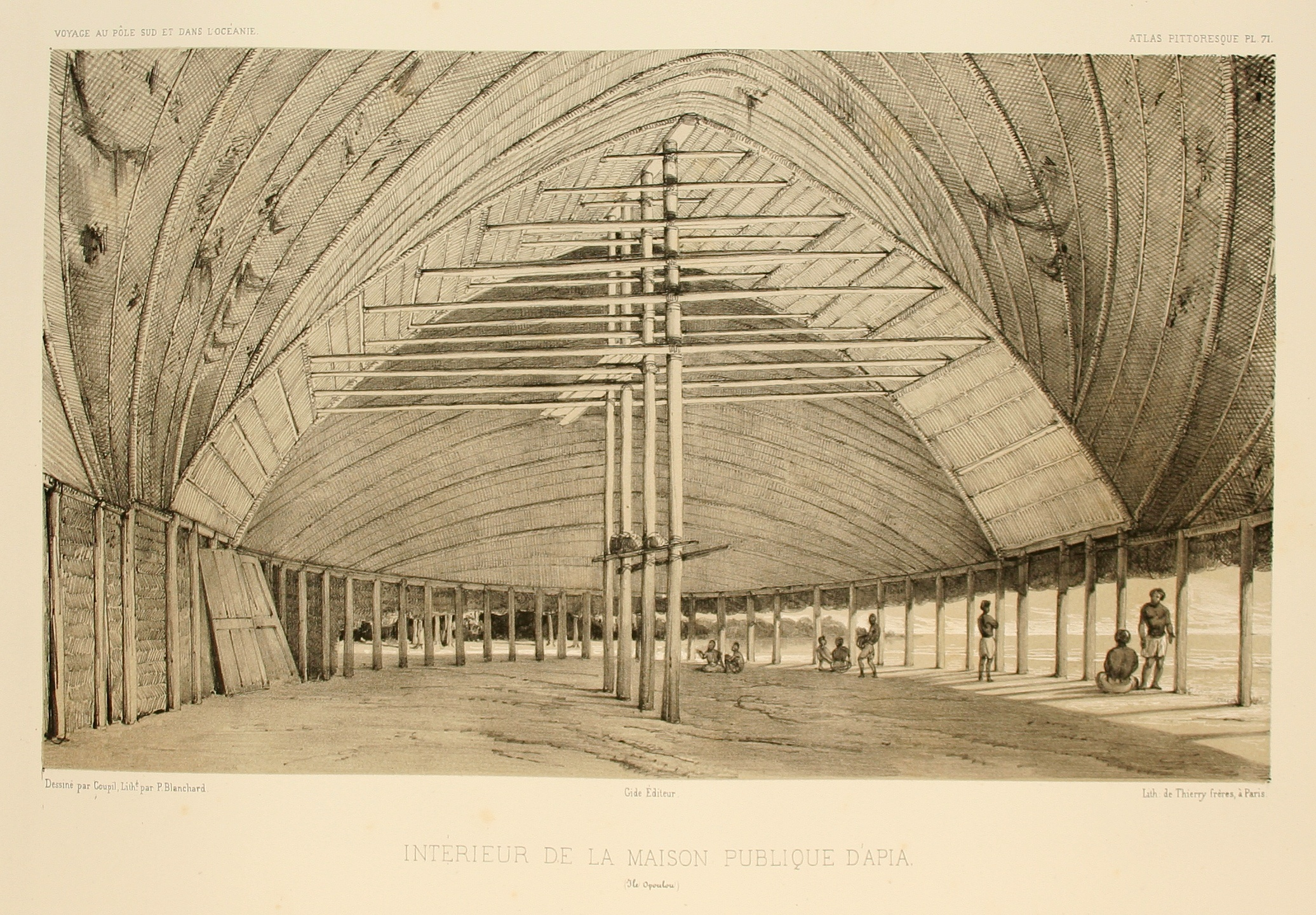
Общинный дом изнутри, видны переплетённые столбы
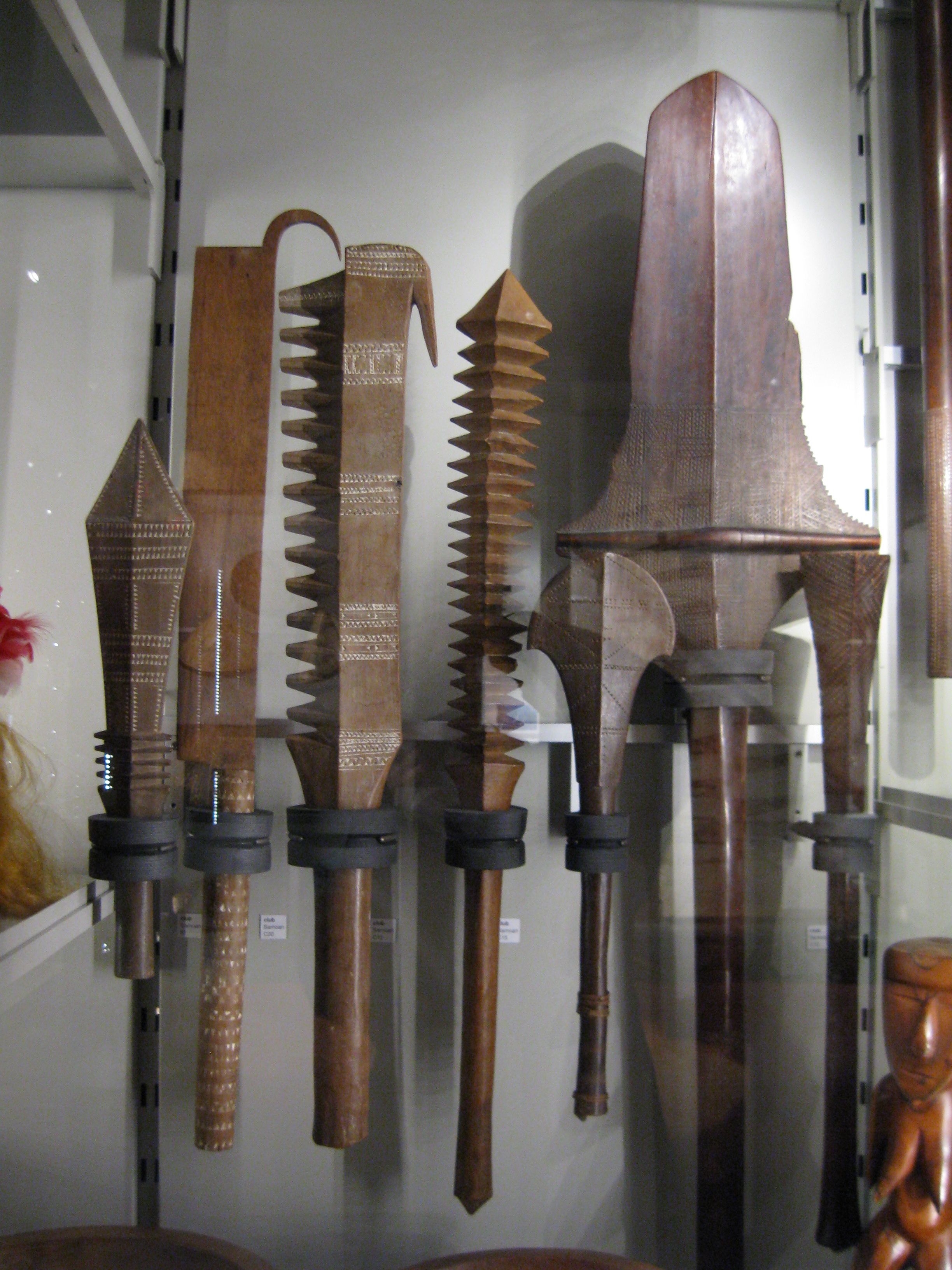
Украшенные палицы
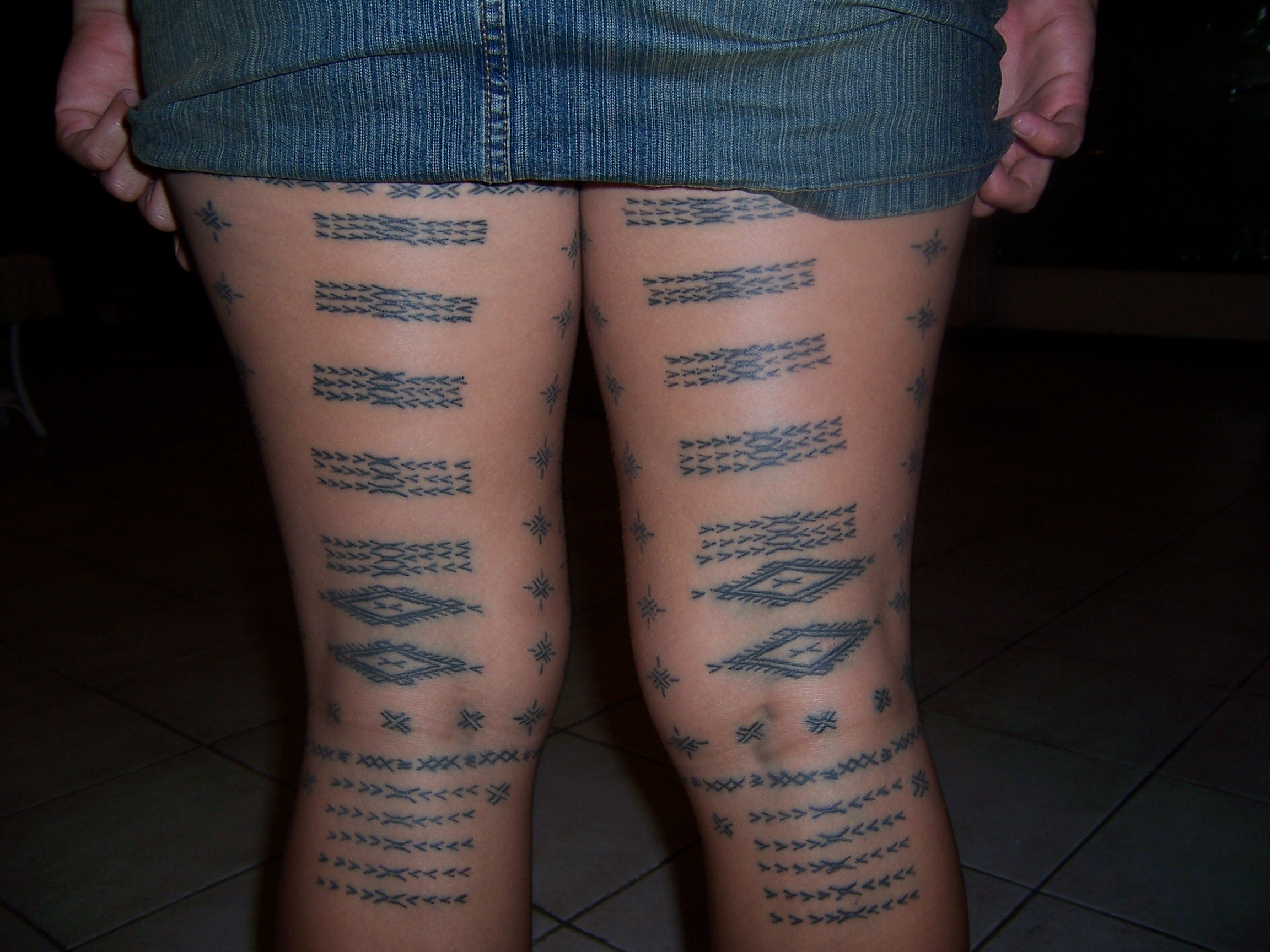
Самоанская женская татуировка «малу»